# Mall Alba
Mall Alba este un centru comercial în Alba Iulia, finalizat în anul 2007, cu o suprafață închiriabilă de 13.400 de metri pătrați a implicat o investiție de aproximativ 15 milioane de euro. Este deținut de omul de afaceri Dorin Mateiu, care controlează producătorul de mezeluri Elit Cugir, alături de alți doi antreprenori, Dorel Tamaș și Ioan Străjan. 